# 1231 год
1231 (ты́сяча две́сти три́дцать пе́рвый) год  по юлианскому календарю — невисокосный год, начинающийся в среду. Это 1231 год нашей эры, 1‑й год 4‑го десятилетия XIII века 2‑го тысячелетия, 2‑й год 1230‑х годов. Он закончился 794 года назад.
| Пн | Вт | Ср | Чт | Пт | Сб | Вс |
|    |    | 1  | 2  | 3  | 4  | 5  |
| 6  | 7  | 8  | 9  | 10 | 11 | 12 |
| 13 | 14 | 15 | 16 | 17 | 18 | 19 |
| 20 | 21 | 22 | 23 | 24 | 25 | 26 |
| 27 | 28 | 29 | 30 | 31 |    |    |

| Пн | Вт | Ср | Чт | Пт | Сб | Вс |
|    |    |    |    |    | 1  | 2  |
| 3  | 4  | 5  | 6  | 7  | 8  | 9  |
| 10 | 11 | 12 | 13 | 14 | 15 | 16 |
| 17 | 18 | 19 | 20 | 21 | 22 | 23 |
| 24 | 25 | 26 | 27 | 28 |    |    |

| Пн | Вт | Ср | Чт | Пт | Сб | Вс |
|    |    |    |    |    | 1  | 2  |
| 3  | 4  | 5  | 6  | 7  | 8  | 9  |
| 10 | 11 | 12 | 13 | 14 | 15 | 16 |
| 17 | 18 | 19 | 20 | 21 | 22 | 23 |
| 24 | 25 | 26 | 27 | 28 | 29 | 30 |
| 31 |    |    |    |    |    |    |

| Пн | Вт | Ср | Чт | Пт | Сб | Вс |
|    | 1  | 2  | 3  | 4  | 5  | 6  |
| 7  | 8  | 9  | 10 | 11 | 12 | 13 |
| 14 | 15 | 16 | 17 | 18 | 19 | 20 |
| 21 | 22 | 23 | 24 | 25 | 26 | 27 |
| 28 | 29 | 30 |    |    |    |    |

| Пн | Вт | Ср | Чт | Пт | Сб | Вс |
|    |    |    | 1  | 2  | 3  | 4  |
| 5  | 6  | 7  | 8  | 9  | 10 | 11 |
| 12 | 13 | 14 | 15 | 16 | 17 | 18 |
| 19 | 20 | 21 | 22 | 23 | 24 | 25 |
| 26 | 27 | 28 | 29 | 30 | 31 |    |

| Пн | Вт | Ср | Чт | Пт | Сб | Вс |
|    |    |    |    |    |    | 1  |
| 2  | 3  | 4  | 5  | 6  | 7  | 8  |
| 9  | 10 | 11 | 12 | 13 | 14 | 15 |
| 16 | 17 | 18 | 19 | 20 | 21 | 22 |
| 23 | 24 | 25 | 26 | 27 | 28 | 29 |
| 30 |    |    |    |    |    |    |

| Пн | Вт | Ср | Чт | Пт | Сб | Вс |
|    | 1  | 2  | 3  | 4  | 5  | 6  |
| 7  | 8  | 9  | 10 | 11 | 12 | 13 |
| 14 | 15 | 16 | 17 | 18 | 19 | 20 |
| 21 | 22 | 23 | 24 | 25 | 26 | 27 |
| 28 | 29 | 30 | 31 |    |    |    |

| Пн | Вт | Ср | Чт | Пт | Сб | Вс |
|    |    |    |    | 1  | 2  | 3  |
| 4  | 5  | 6  | 7  | 8  | 9  | 10 |
| 11 | 12 | 13 | 14 | 15 | 16 | 17 |
| 18 | 19 | 20 | 21 | 22 | 23 | 24 |
| 25 | 26 | 27 | 28 | 29 | 30 | 31 |

| Пн | Вт | Ср | Чт | Пт | Сб | Вс |
| 1  | 2  | 3  | 4  | 5  | 6  | 7  |
| 8  | 9  | 10 | 11 | 12 | 13 | 14 |
| 15 | 16 | 17 | 18 | 19 | 20 | 21 |
| 22 | 23 | 24 | 25 | 26 | 27 | 28 |
| 29 | 30 |    |    |    |    |    |

| Пн | Вт | Ср | Чт | Пт | Сб | Вс |
|    |    | 1  | 2  | 3  | 4  | 5  |
| 6  | 7  | 8  | 9  | 10 | 11 | 12 |
| 13 | 14 | 15 | 16 | 17 | 18 | 19 |
| 20 | 21 | 22 | 23 | 24 | 25 | 26 |
| 27 | 28 | 29 | 30 | 31 |    |    |

| Пн | Вт | Ср | Чт | Пт | Сб | Вс |
|    |    |    |    |    | 1  | 2  |
| 3  | 4  | 5  | 6  | 7  | 8  | 9  |
| 10 | 11 | 12 | 13 | 14 | 15 | 16 |
| 17 | 18 | 19 | 20 | 21 | 22 | 23 |
| 24 | 25 | 26 | 27 | 28 | 29 | 30 |

| Пн | Вт | Ср | Чт | Пт | Сб | Вс |
| 1  | 2  | 3  | 4  | 5  | 6  | 7  |
| 8  | 9  | 10 | 11 | 12 | 13 | 14 |
| 15 | 16 | 17 | 18 | 19 | 20 | 21 |
| 22 | 23 | 24 | 25 | 26 | 27 | 28 |
| 29 | 30 | 31 |    |    |    |    |

## События

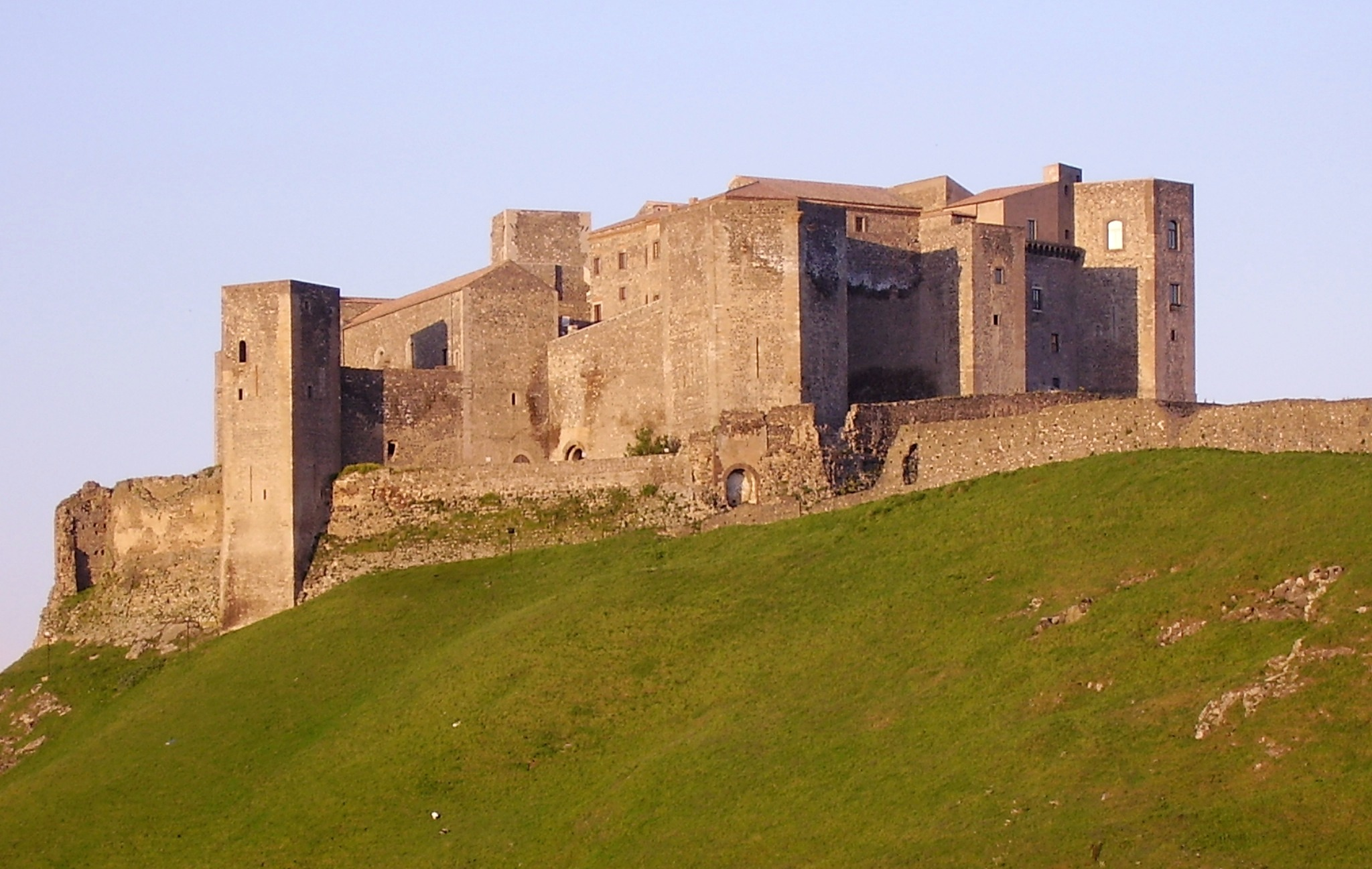
Мелфийская крепость, где Фридрих II (император Священной Римской империи) подписал мелфийские конституции для Сицилийского королевства в сентябре 1231 года

- 1228—1231 — закончилось завоевание Мальорки находившегося в руках мусульман острова Мальорка королём Арагона Хайме I. Захват привёл к созданию королевства Мальорка, впоследствии распространившего свою власть на все Балеарские острова[1].
- 17 июня — подписан Капдеперский договор между королем Арагона Хайме I и Абу Абдуллаха Мухаммада, мусульманским Кади на острове Менорка. Договор позволял острову Менорка оставаться под мусульманским правлением, оставаясь при этом подвластным Арагонскому королю посредством уплаты дани[2].
- Император Священной Римской империи Фридрих II издал Мельфийские конституции, которые устанавливали абсолютную монархию в Сицилийском королевстве.
- Бланка Кастильская, мать молодого французского короля Людовика IX Святого и его регент, подписала мирное соглашение с герцогом Бретани Пьером Моклерком, на чём гражданское беспокойство во Франции прекратилось.
- Папа римский Григорий IX запретил мирянам читать Библию.
- Отпадение от Фессалоникской империи Эпирского деспотата под властью Михаила II Комнина Дуки.
- Битва при Хересе между силами Кастилии и Леона и войсками мусульманского правителя тайфы Мурсия Ибн Худа[3].

### Монгольская империя
- 1211—1234 — Монгольско-цзиньская война[4].
- 1220—1234 — Башкирско-монгольская война[5].
- 1223—1240 — Монгольское завоевание Волжской Булгарии[6].
- 1229—1231 — закончилось монгольское завоевание Ирана. Монгольская армия под командованием Чормогана совершила успешное вторжение в Иран, что привело к разрушению важнейших городов и установлению монгольского контроля над регионом[7].
- Весна — восстание ремесленников и бедноты в Гяндже против Джелал ад-Дина и местной знати. Поредевшее войско хорезмшаха отступило в верховья Тигра. Ещё раз разбитый монголами, Джелал ад-Дин бежал в горы, где был убит курдским пастухом. Окончательная гибель Хорезмского государства. Монголы заняли Южный Азербайджан.
- Первое Вторжение монголов в Корею. Серия военных кампаний Монгольской империи против Кореи (в те времена известной как Корё). Всего было шесть основных нашествий, нанёсших значительный урон стране. В результате Корея стала с 1259 года данником монгольской династии Юань на следующие 112 лет[8]:
  - Хан Угэдэй начал вторжение в Корё, являвшееся частью генерального плана по захвату северных китайских территорий. Монголы под командованием Саритая дошли до Чхунджу в центральной части Корейского полуострова, однако после нескольких боёв наступление было остановлено[8].

## Русь
Правление: 1223—1236 — Владимир Рюрикович
- Январь — в Новгороде в качестве наместников отца остаются Фёдор и Александр Ярославичи[9].
- Апрель — киевский митрополит Кирилл I созвал в Киеве церковный собор, на котором присутствовали в основном южнорусские иерархи[10].
  - 6 апреля — Кирилл I при участии иерархов участвующих на церковном соборе, рукоположил в Софийском соборе в епископы Ростовские Кирилла (избран на кафедру в 1230 году). В торжественных мероприятиях участвовали южнорусские князья прибывшие на съезд. По окончании празднеств новый епископ отбыл в Ростов[10].
- Весна — в Киеве состоялся съезд русских князей приуроченный к постановлению на епископию нового епископа ростовского Кирилла II[11].
- Началась длительная борьба за Галич между Даниилом Романовичем и Венгерским королевством.
- Лев Данилович впервые упоминается в источниках, когда он едва не догнал Александра Всеволодовича бежавшего в Венгрию[12].
- Летописец сообщает о нескольких заговорах против Даниила Галицкого: Даниил вместе с братом Василько едва не был сожжён в собственном доме. Его обманом хотели заманить и утопить в р. Вишня, но заговор был раскрыт благодаря боярину Константину и тысяцкому Демьяну[13].
- Михаил Всеволодович разорвал союз с владимирским и киевским князьями[11].
- Осень — Ярослав Всеволодович, несмотря на достигнутые в 1230 году мирные договорённости, вместе со своими племянниками совершают поход на Чернигов Михаила Всеволодовича. Ярослав сжигает Серенск и разоряет северо-восток Черниговской земли[14].
- Осень — Михаил Всеволодович собирается идти войной на Владимира Рюриковича, но князей мирит Даниил Романович, шурин Михаила[15].
- Даниил Романович способствовал примирению киевского князя с черниговским князем Михаилом Всеволодовичем. Однако положение самого Даниила Романовича в Галиче было непрочным: большинство галичан не хотело признавать власть волынского князя (1214-1230), отдавая предпочтение другим претендентам[16].
- Осень — Юрий Всеволодович получает буллу от папы Римского Григория IX "Quia Christi vicari" от 18 июля с призывом, чтобы он "благочестиво принял и соблюдал культ и обряды латинских христиан, подчинив себе и всё твоё царство, из любви к Христу, сладостной власти римской церкви, матера всех верных"[17].
- Конец года — съезд русских князей в Киеве закрепляет мир Михаила Всеволодовича с Владимиром Рюриковичем[15].
- Второй год голода в России.
- Сильнейший пожар в Новгороде.
- Можайск впервые упоминается в летописи.
- Впервые в Лаврентьевской летописи упоминается г. Мосальск, когда город был осаждён новгородским князем Ярославом Всеволодовичем[18].

## Начало правления
См. также: Список глав государств в 1231 году

## Родились
См. также: Категория:Родившиеся в 1231 году
- Манфред (король Сицилии).

## Скончались
См. также: Категория:Умершие в 1231 году
- 13 июня — святой Антоний Падуанский.
- 17 августа — Джелал ад-Дин Манкбурны, последний Хорезмшах.
- 6 ноября — Император Цутимикадо.
- 8 ноября — Абдуль-Латиф, арабский учёный.
- 17 ноября — святая Елизавета Венгерская.
- 25 декабря — Фолькет Марсельский, провансальский трубадур.
- Внезд Водовик — новгородский посадник.
- Владислав III Тонконогий — князь Силезии и Кракова (1202—1229).